# Дјана Марина (Бриндизи)
Дјана Марина (итал. Diana Marina) је насеље у Италији у округу Бриндизи, региону Апулија.
Према процени из 2011. у насељу је живело 35 становника. Насеље се налази на надморској висини од 7 м.